# SLC10A2
SLC10A2 (англ. Solute carrier family 10 member 2) – білок, який кодується однойменним геном, розташованим у людей на короткому плечі 13-ї хромосоми. Довжина поліпептидного ланцюга білка становить 348 амінокислот, а молекулярна маса — 37 714.
| 10         |  | 20         |  | 30         |  | 40         |  | 50         |
| ---------- |  | ---------- |  | ---------- |  | ---------- |  | ---------- |
| MNDPNSCVDN |  | ATVCSGASCV |  | VPESNFNNIL |  | SVVLSTVLTI |  | LLALVMFSMG |
| CNVEIKKFLG |  | HIKRPWGICV |  | GFLCQFGIMP |  | LTGFILSVAF |  | DILPLQAVVV |
| LIIGCCPGGT |  | ASNILAYWVD |  | GDMDLSVSMT |  | TCSTLLALGM |  | MPLCLLIYTK |
| MWVDSGSIVI |  | PYDNIGTSLV |  | SLVVPVSIGM |  | FVNHKWPQKA |  | KIILKIGSIA |
| GAILIVLIAV |  | VGGILYQSAW |  | IIAPKLWIIG |  | TIFPVAGYSL |  | GFLLARIAGL |
| PWYRCRTVAF |  | ETGMQNTQLC |  | STIVQLSFTP |  | EELNVVFTFP |  | LIYSIFQLAF |
| AAIFLGFYVA |  | YKKCHGKNKA |  | EIPESKENGT |  | EPESSFYKAN |  | GGFQPDEK   |

A: Аланін

C: Цистеїн

D: Аспарагінова кислота

E: Глутамінова кислота

F: Фенілаланін

G: Гліцин

H: Гістидин

I: Ізолейцин

K: Лізин

L: Лейцин

M: Метіонін

N: Аспарагін

P: Пролін

Q: Глутамін

R: Аргінін

S: Серин

T: Треонін

V: Валін

W: Триптофан

Кодований геном білок за функцією належить до фосфопротеїнів. 
Задіяний у таких біологічних процесах, як транспорт іонів, транспорт, транспорт натрію, симпортний транспорт. 
Білок має сайт для зв'язування з іоном натрію. 
Локалізований у мембрані.